# Адалберон Реймски
Адалберон (на френски: Adalbéron de Reims; * 935/940, † 23 януари 989) от род Вигерихиди, е архиепископ на Реймс от 969 до 988 г. и ерцканцлер на императорите Ото I, Лотар и Луи V.

## Живот
Той е четвъртият син на граф Гозело от Ардененгау (914 – 942) и Ода от Мец (910 – 963), дъщеря на граф Герхард I от Мецгау и втората му съпруга Ода Саксонска. Племенник е по бащина линия на Адалберо I, епископ от Мец (929 – 954), а по майчина линия на Вигфрид, архиепископ на Кьолн (924 – 953). По-големият му брат Готфрид I Пленник е граф на Вердюн.
Като лоялен последовател на император Ото I той става през 969 г. архиепископ на Реймс и ерцканцлер. Адалберон прави резиденцията си на интелектуален център и на изкуството. Окрасява катедралата си в Реймс с бронз и прозорци. За свой схоластик той прави Герберт д'Аурийак.
Адалберон участва в конфликта между Каролингите Лотар († 986), Луи V († 987), Ото II († 983), херцог Карл I от Долна Лотарингия и Хуго Капет.
Той помазва за френски крале през 979 г. Луи V, последният от Каролингите, на 3 юли 987 г. съюзника си Хуго Капет, и сина му – по-късния Робер II.